# Spárga (növénynemzetség)
A spárga a spárgavirágúak (Asparagales) rendjének és a spárgafélék (Asparagaceae) családjának névadó nemzetsége.
Legismertebb és gazdaságilag legjelentősebb képviselője a közönséges spárga (Asparagus officinalis), amelyet élelmiszerként hasznosítanak. Más fajokat dísznövényként termesztenek.

## Elterjedés, élőhely
A spárgáknak Eurázsiában és Afrikában legnagyobb a fajgazdagságuk, néhány faj Észak-Amerikában honos. Diverzitásuk centruma Dél-Afrikában, a fokföldi flórabirodalom területén van. Kínában 31 faj él, ezek közül 15 csak itt fordul elő. Európából 15 faj származik.

## Megjelenés
A spárgafajok lágy szárúak vagy félcserjék. Áttetelőszervként általában rövid gyöktörzset képeznek. Száruk egyenesen álló vagy kúszó, elágazó. Leveleik általában aprók és szárhoz simulók. A virágok ritkán magányosak, általában több virág is helyet foglal a levélalapon, néhány esetben fürtös és ernyős virágzatok is előfordulnak. Termésük bogyó.

## Fajok
A nemzetségbe körülbelül 300 fajt sorolnak. Az alábbi lista nem teljes.
- Asparagus acicularis F.T.Wang & S.C.Chen
- Asparagus acocksii Jessop
- Asparagus acutifolius L.
- Asparagus adscendens Roxb.
- Asparagus aethiopicus L.
- Asparagus africanus Lam.
- Asparagus aggregatus (Oberm.) Fellingham & N.L.Mey.
- Asparagus albus L.
- Asparagus alopecurus (Oberm.) Malcomber & Sebsebe
- Asparagus altiscandens Engl. & Gilg
- Asparagus altissimus Munby
- Asparagus angulofractus Iljin
- Asparagus angusticladus (Jessop) J.-P.Lebrun & Stork
- Asparagus aphyllus L.
- Asparagus arborescens Willd. ex Schult. & Schult. f.
- Asparagus aridicola Sebsebe
- Asparagus asiaticus L.
- Asparagus asparagoides (L.) Druce
- Asparagus aspergillus Jessop
- Asparagus baumii Engl. & Gilg.
- Asparagus bayeri (Oberm.) Fellingham & N.L.Mey.
- Asparagus benguellensis Baker
- Asparagus bequaertii De Wild.
- Asparagus biflorus (Oberm.) Fellingham & N.L.Mey.
- Asparagus botschantzevii Vlassova
- Asparagus botswanicus Sebsebe
- Asparagus brachiatus Thulin
- Asparagus brachyphyllus Turcz.
- Asparagus breslerianus Schult. & Schult. f.
- Asparagus buchananii Baker
- Asparagus bucharicus Iljin
- Asparagus burchellii Baker
- Asparagus burjaticus Peschkova
- Asparagus calcicola H.Perrier
- Asparagus capensis L.
- Asparagus capitatus Baker
- Asparagus chimanimanensis Sebsebe
- Asparagus clareae (Oberm.) Fellingham & N.L.Mey.
- Asparagus cochinchinensis (Lour.) Merr.
- Asparagus coddii (Oberm.) Fellingham & N.L.Mey.
- Asparagus concinnus (Baker) Kies
- Asparagus confertus K.Krause
- Asparagus coodei P.H.Davis
- Asparagus crassicladus Jessop
- Asparagus curillus Buch.-Ham. ex Roxb.
- Asparagus dauricus Fisch. ex Link
- Asparagus declinatus L.
- Asparagus deflexus Baker
- Asparagus densiflorus (Kunth) Jessop
- Asparagus denudatus (Kunth) Baker
- Asparagus devenishii (Oberm.) Fellingham & N.L.Mey.
- Asparagus divaricatus (Oberm.) Fellingham & N.L.Mey.
- Asparagus drepanophyllus Welw. ex Baker
- Asparagus duchesnei L.Linden
- Asparagus dumosus Baker
- Asparagus edulis (Oberm.) J.-P.Lebrun & Stork
- Asparagus elephantinus S.M.Burrows
- Asparagus equisetoides Welw. ex Baker
- Asparagus exsertus (Oberm.) Fellingham & N.L.Mey.
- Asparagus exuvialis Burch.
- Asparagus falcatus L.
- Asparagus fallax Svent.
- Asparagus fasciculatus Thunb.
- Asparagus faulkneri Sebsebe
- Asparagus ferganensis Vved.
- Asparagus filicinus Buch.-Ham. ex D.Don
- Asparagus filicladus (Oberm.) Fellingham & N.L.Mey.
- Asparagus filifolius Bertol.
- Asparagus flagellaris (Kunth) Baker
- Asparagus flavicaulis (Oberm.) Fellingham & N.L.Mey.
- Asparagus fouriei (Oberm.) Fellingham & N.L.Mey.
- Asparagus fractiflexus (Oberm.) Fellingham & N.L.Mey.
- Asparagus fysonii J.F.Macbr.
- Asparagus gharoensis Blatt.
- Asparagus glaucus Kies
- Asparagus gobicus N.A.Ivanova ex Grubov
- Asparagus gonoclados Baker
- Asparagus graniticus (Oberm.) Fellingham & N.L.Mey.
- Asparagus greveanus H.Perrier
- Asparagus griffithii Baker
- Asparagus gypsaceus Vved.
- Asparagus hajrae Kamble
- Asparagus hirsutus S.M.Burrows
- Asparagus homblei De Wild.
- Asparagus horridus L.
- Asparagus humilis Engl.
- Asparagus inderiensis Blume ex Ledeb.
- Asparagus intricatus (Oberm.) Fellingham & N.L.Mey.
- Asparagus juniperoides Engl.
- Asparagus kaessneri De Wild.
- Asparagus kansuensis F.T.Wang & Tang ex S.C.Chen
- Asparagus katangensis De Wild. & T.Durand
- Asparagus kiusianus Makino
- Asparagus kraussianus (Kunth) J.F.Macbr.
- Asparagus krebsianus (Kunth) Jessop
- Asparagus laevissimus Steud. ex Baker
- Asparagus laricinus Burch.
- Asparagus lecardii De Wild.
- Asparagus ledebourii Miscz.
- Asparagus leptocladodius Chiov.
- Asparagus lignosus Burm. f.
- Asparagus longicladus N.E.Br.
- Asparagus longiflorus Franch.
- Asparagus longipes Baker
- Asparagus lycaonicus P.H.Davis
- Asparagus lycicus P.H.Davis
- Asparagus lycopodineus (Baker) F.T.Wang & Tang
- Asparagus lynetteae (Oberm.) Fellingham & N.L.Mey.
- Asparagus macowanii Baker
- Asparagus madecassus H.Perrier
- Asparagus mahafalensis H.Perrier
- Asparagus mairei H.Lév.
- Asparagus mariae (Oberm.) Fellingham & N.L.Mey.
- Asparagus maritimus (L.) Mill.
- Asparagus meioclados H.Lév.
- Asparagus merkeri K.Krause
- Asparagus microraphis (Kunth) Baker
- Asparagus migeodii Sebsebe
- Asparagus minutiflorus (Kunth) Baker
- Asparagus mollis (Oberm.) Fellingham & N.L.Mey.
- Asparagus monophyllus Baker
- Asparagus mozambicus Kunth
- Asparagus mucronatus Jessop
- Asparagus multituberosus R.A.Dyer
- Asparagus munitus F.T.Wang & S.C.Chen
- Asparagus myriacanthus F.T.Wang & S.C.Chen
- Asparagus natalensis (Baker) J.-P.Lebrun & Stork
- Asparagus neglectus Kar. & Kir.
- Asparagus nelsii Schinz
- Asparagus nesiotes Svent.
- Asparagus nodulosus (Oberm.) J.-P.Lebrun & Stork
- közönséges spárga (Asparagus officinalis L.)
- Asparagus oligoclonos Maxim.
- Asparagus oliveri (Oberm.) Fellingham & N.L.Mey.
- Asparagus ovatus T.M.Salter
- Asparagus oxyacanthus Baker
- Asparagus pachyrrhizus N.A.Ivanova ex N.V.Vlassova
- Asparagus palaestinus Baker
- Asparagus pallasii Miscz.
- Asparagus pastorianus Webb & Berthel.
- Asparagus pearsonii Kies
- Asparagus pendulus (Oberm.) J.-P.Lebrun & Stork
- Asparagus penicillatus H.Hara
- Asparagus persicus Baker
- Asparagus petersianus Kunth
- Asparagus plocamoides Webb ex Svent.
- Asparagus poissonii H.Perrier
- Asparagus przewalskyi N.A.Ivanova ex Grubov & T.V.Egorova
- Asparagus pseudoscaber Grecescu
- Asparagus psilurus Welw. ex Baker
- Asparagus punjabensis J.L.Stewart
- Asparagus pygmaeus Makino
- Asparagus racemosus Willd.
- Asparagus radiatus Sebsebe
- Asparagus ramosissimus Baker
- Asparagus recurvispinus (Oberm.) Fellingham & N.L.Mey.
- Asparagus retrofractus L.
- Asparagus richardsiae Sebsebe
- Asparagus rigidus Jessop
- Asparagus ritschardii De Wild.
- Asparagus rogersii R.E.Fr.
- Asparagus rottleri Baker
- Asparagus rubicundus P.J.Bergius
- Asparagus rubricaulis (Kunth) Baker
- Asparagus sapinii De Wild.
- Asparagus sarmentosus L.
- Asparagus saundersiae Baker
- Asparagus scaberulus A.Rich.
- Asparagus scandens Thunb.
- Asparagus schoberioides Kunth
- Asparagus schroederi Engl.
- Asparagus schumanianus Schltr. ex H.Perrier
- Asparagus scoparius Lowe
- Asparagus sekukuniensis (Oberm.) Fellingham & N.L.Mey.
- Asparagus setaceus (Kunth) Jessop)
- Asparagus sichuanicus S.C.Chen & D.Q.Liu
- Asparagus simulans Baker
- Asparagus spinescens Steud. ex Schult. & Schult. f.
- Asparagus squarrosus J.A.Schmidt
- Asparagus stachyphyllus H.Lév. & Vaniot
- Asparagus stellatus Baker
- Asparagus stipulaceus Lam.
- Asparagus striatus (L. f.) Thunb.
- Asparagus suaveolens Burch.
- Asparagus subfalcatus De Wild.
- Asparagus subscandens F.T.Wang & S.C.Chen
- Asparagus subulatus Thunb.
- Asparagus sylvicola S.M.Burrows
- Asparagus taliensis F.T.Wang & Tang ex S.C.Chen
- Asparagus tamariscinus N.A.Ivanova ex Grubov
- Asparagus tenuifolius Lam.
- Asparagus tibeticus F.T.Wang & S.C.Chen
- Asparagus transvaalensis (Oberm.) Fellingham & N.L.Mey.
- Asparagus trichoclados (F.T.Wang & Tang) F.T.Wang & S.C.Chen
- Asparagus trichophyllus Bunge
- Asparagus turkestanicus Popov
- Asparagus uhligii K.Krause
- Asparagus umbellatus Link
- Asparagus umbellulatus Bresler
- Asparagus undulatus (L. f.) Thunb.
- Asparagus usambarensis Sebsebe
- Asparagus vaginellatus Bojer ex Baker
- Asparagus verticillatus L.
- Asparagus virgatus Baker
- Asparagus volubilis (L. f.) Thunb.
- Asparagus vvedenskyi Botsch.
- Asparagus warneckei (Engl.) Hutch.
- Asparagus yanbianensis S.C.Chen
- Asparagus yanyuanensis S.C.Chen

## Fordítás
- Ez a szócikk részben vagy egészben  a   Spargel című német Wikipédia-szócikk fordításán alapul.  Az eredeti cikk szerkesztőit annak laptörténete sorolja fel. Ez a jelzés csupán a megfogalmazás eredetét és a szerzői jogokat jelzi, nem szolgál a cikkben szereplő információk forrásmegjelöléseként.